# Lista över bidrag till Oscarsgalan 2018 för bästa icke-engelskspråkiga film

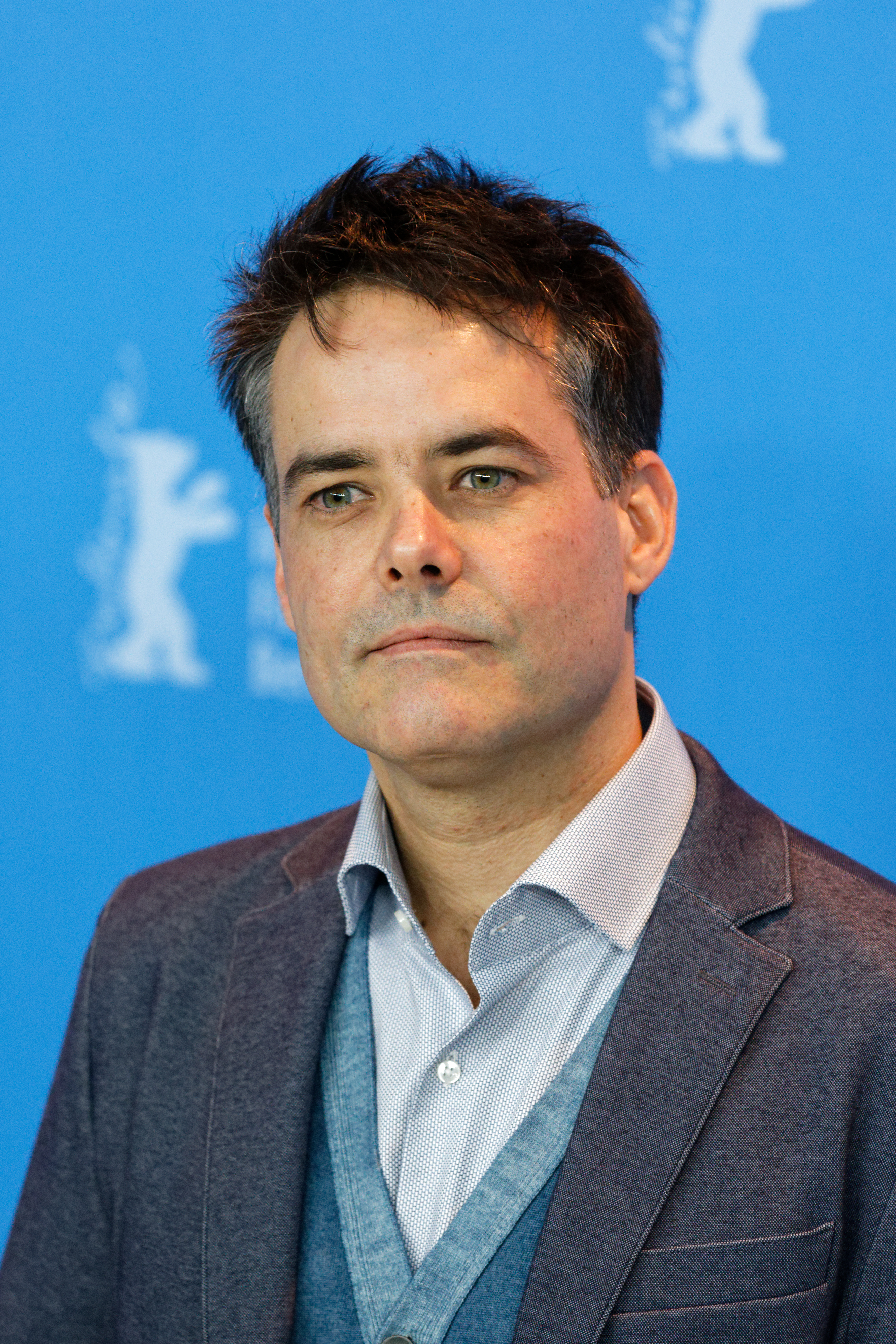
Sebastián Lelio, regissör till den vinnande filmen En fantastisk kvinna från Chile.

Detta är en lista över bidrag till Oscarsgalan 2018 för bästa icke-engelskspråkiga film. De inskickade filmerna måste först ha visats på biografer i sina respektive länder mellan 1 oktober 2016 och 30 september 2017. Sista dagen för ett land att skicka in sitt bidrag var den 2 oktober 2017. Nio finalister av de inskickade bidragen utsågs 15 december 2017. De fem nominerade länderna tillkännagavs den 23 januari 2018. Segraren blev till slut En fantastisk kvinna från Chile som regisserades av Sebastián Lelio.

## Bidrag
Den officiella listan över de inskickade bidragen tillkännagavs den 5 oktober 2017. Totalt 92 länder skickade in ett bidrag till Oscarsgalan, vilket är rekord. Haiti, Honduras, Laos, Moçambique, Senegal och Syrien skickade in ett bidrag för första gången detta år.
| Land                    | Filmtitel                       | Originaltitel                                         | Språk                                  | Regissör                              | Resultat               |
| ----------------------- | ------------------------------- | ----------------------------------------------------- | -------------------------------------- | ------------------------------------- | ---------------------- |
| Afghanistan             | A Letter to the President       | نامه‌ای به رییس‌جمهور (Namai ba rahis gomhor)           | Dari                                   | Roya Sadat                            | Inte nominerad         |
| Albanien                | Daybreak                        | Dita zë fill                                          | Albanska                               | Gentian Koçi                          | Inte nominerad         |
| Algeriet                | Road to Istanbul                | La Route d'Istanbul                                   | Franska                                | Rachid Bouchareb                      | Inte nominerad         |
| Argentina               | Zama                            | Zama                                                  | Spanska                                | Lucrecia Martel                       | Inte nominerad         |
| Armenien                | Yeva                            | Եվա (Yeva)                                            | Armeniska                              | Anahit Abad                           | Inte nominerad         |
| Australien              | The Space Between               | The Space Between                                     | Italienska, Engelska                   | Ruth Borgobello                       | Inte nominerad         |
| Azerbajdzjan            | Pomegranate Orchard             | Nar bağı                                              | Azerbajdzjanska                        | Ilgar Najaf                           | Inte nominerad         |
| Bangladesh              | The Cage                        | খাঁচা (Khacha)                                           | Bengali                                | Akram Khan                            | Inte nominerad         |
| Belgien                 | Racer and the Jailbird          | Le Fidèle                                             | Franska                                | Michaël R. Roskam                     | Inte nominerad         |
| Bolivia                 | Dark Skull                      | Viejo calavera                                        | Spanska                                | Kiro Russo                            | Inte nominerad         |
| Bosnien och Hercegovina | Men Don't Cry                   | Muškarci ne plaču                                     | Bosniska                               | Alen Drljevic                         | Inte nominerad         |
| Brasilien               | Bingo: The King of the Mornings | Bingo: O Rei das Manhãs                               | Portugisiska                           | Daniel Rezende                        | Inte nominerad         |
| Bulgarien               | Glory                           | Слава (Slava)                                         | Bulgariska                             | Kristina Grozeva & Petar Valchanov    | Inte nominerad         |
| Chile                   | En fantastisk kvinna            | Una mujer fantástica                                  | Spanska                                | Sebastián Lelio                       | Vann Oscar             |
| Colombia                | Guilty Men                      | Pariente                                              | Spanska                                | Iván Gaona                            | Inte nominerad         |
| Costa Rica              | The Sound of Things             | El Sonido de las Cosas                                | Spanska                                | Ariel Escalante                       | Inte nominerad         |
| Danmark                 | You Disappear                   | Du forsvinder                                         | Danska                                 | Peter Schønau Fog                     | Inte nominerad         |
| Dominikanska republiken | Woodpeckers                     | Carpinteros                                           | Spanska                                | José María Cabral                     | Inte nominerad         |
| Ecuador                 | Alba                            | Alba                                                  | Spanska                                | Ana Cristina Barragán                 | Inte nominerad         |
| Egypten                 | Sheikh Jackson                  | شيخ جاكسون                                            | Arabiska                               | Amr Salama                            | Inte nominerad         |
| Estland                 | November                        | November                                              | Estniska                               | Rainer Sarnet                         | Inte nominerad         |
| Filippinerna            | Birdshot                        | Birdshot                                              | Filipino                               | Mikhail Red                           | Inte nominerad         |
| Finland                 | Tom of Finland                  | Tom of Finland                                        | Finska, Engelska                       | Dome Karukoski                        | Inte nominerad         |
| Frankrike               | 120 slag i minuten              | 120 battements par minute                             | Franska                                | Robin Campillo                        | Inte nominerad         |
| Georgien                | Scary Mother                    | საშიში დედა (Sashishi Deda)                           | Georgiska                              | Ana Urushadze                         | Inte nominerad         |
| Grekland                | Amerika Square                  | Πλατεία Αμερικής (Plateia Amerikis)                   | Grekiska                               | Yannis Sakaridis                      | Inte nominerad         |
| Haiti                   | Ayiti Mon Amour                 | Ayiti mon amour                                       | Kreol, Franska, Engelska, Japanska     | Guetty Felin                          | Inte nominerad         |
| Honduras                | Morazán                         | Morazán                                               | Spanska                                | Hispano Duron                         | Inte nominerad         |
| Hongkong                | Mad World                       | 一念無明 (Yat nim mou ming)                           | Kantonesiska                           | Wong Chun                             | Inte nominerad         |
| Indien                  | Newton                          | Newton                                                | Hindi                                  | Amit Masurkar                         | Inte nominerad         |
| Indonesien              | Turah                           | Turah                                                 | Indonesiska                            | Wicaksono Wisnu Legowo                | Inte nominerad         |
| Irak                    | The Dark Wind                   | العاصفة السوداء (Reṣeba)                              | Arabiska, Kurdiska                     | Hussein Hassan Ali                    | Inte nominerad         |
| Iran                    | Breath                          | نفس (Nafas)                                           | Persiska                               | Narges Abyar                          | Inte nominerad         |
| Irland                  | Song of Granite                 | Song of Granite                                       | Iriska, Engelska                       | Pat Collins                           | Inte nominerad         |
| Island                  | Under the Tree                  | Undir trénu                                           | Isländska                              | Hafsteinn Gunnar Sigurðsson           | Inte nominerad         |
| Israel                  | Foxtrot                         | פוֹקְסטְרוֹט                                              | Hebreiska                              | Samuel Maoz                           | Nådde sista gallringen |
| Italien                 | A Ciambra                       | A Ciambra                                             | Italienska                             | Jonas Carpignano                      | Inte nominerad         |
| Japan                   | Her Love Boils Bathwater        | 湯を沸かすほどの熱い愛 (Yu wo wakasuhodo no atsui ai) | Japanska                               | Ryôta Nakano                          | Inte nominerad         |
| Kambodja                | First They Killed My Father     | First They Killed My Father                           | Khmer, Engelska                        | Angelina Jolie                        | Inte nominerad         |
| Kanada                  | Hochelaga, Land of Souls        | Hochelaga terre des âmes                              | Franska, Engelska, Mohawk, Algonkinska | François Girard                       | Inte nominerad         |
| Kazakstan               | The Road to Mother              | Анаға апарар жол                                      | Kazakiska, Ryska                       | Akan Satayev                          | Inte nominerad         |
| Kenya                   | Kati Kati                       | Kati Kati                                             | Swahili, Engelska                      | Mbithi Masya                          | Inte nominerad         |
| Kina                    | Wolf Warrior 2                  | 战狼2                                                 | Mandarin, Engelska                     | Wu Jing                               | Inte nominerad         |
| Kirgizistan             | Centaur                         | Кентавр (Kentavr)                                     | Kirgiziska                             | Aktan Abdykalykov                     | Inte nominerad         |
| Kosovo                  | Unwanted                        | T'padashtun                                           | Nederländska, Albanska                 | Edon Rizvanolli                       | Inte nominerad         |
| Kroatien                | Quit Staring at My Plate        | Ne gledaj mi u pijat                                  | Kroatiska                              | Hana Jusic                            | Inte nominerad         |
| Laos                    | Dearest Sister                  | ນ້ອງຮັກ                                                 | Lao                                    | Mattie Do                             | Inte nominerad         |
| Lettland                | Melānijas hronika               | Melānijas hronika                                     | Lettiska, Ryska                        | Viesturs Kairiss                      | Inte nominerad         |
| Libanon                 | Förolämpningen                  | قضية رقم ٢٣ (L'insulte)                               | Arabiska, Franska                      | Ziad Doueiri                          | Nominerad              |
| Litauen                 | Frost                           | Šerkšnas                                              | Litauiska                              | Sarunas Bartas                        | Inte nominerad         |
| Luxemburg               | Barrage                         | Barrage                                               | Franska                                | Laura Schroeder                       | Inte nominerad         |
| Marocko                 | Razzia                          | غزية                                                  | Arabiska                               | Nabil Ayouch                          | Inte nominerad         |
| Mexiko                  | Tempestad                       | Tempestad                                             | Spanska                                | Tatiana Huezo                         | Inte nominerad         |
| Mongoliet               | The Children of Genghis         | The Children of Genghis                               | Mongoliska                             | Zolbayar Dorj                         | Inte nominerad         |
| Moçambique              | The Train of Salt and Sugar     | Comboio de Sal e Açúcar                               | Portugisiska                           | Licinio Azevedo                       | Inte nominerad         |
| Nederländerna           | Layla M.                        | Layla M.                                              | Nederländska, Arabiska, Engelska       | Mijke de Jong                         | Inte nominerad         |
| Nepal                   | White Sun                       | सेतो सूर्य (Seto Surya)                                   | Nepali                                 | Deepak Rauniyar                       | Inte nominerad         |
| Norge                   | Thelma                          | Thelma                                                | Norska                                 | Joachim Trier                         | Inte nominerad         |
| Nya Zeeland             | One Thousand Ropes              | One Thousand Ropes                                    | Samoanska                              | Tusi Tamasese                         | Inte nominerad         |
| Pakistan                | Saawan                          | ساون                                                  | Urdu                                   | Farhan Alam                           | Inte nominerad         |
| Palestina               | Wajib                           | واجب                                                  | Arabiska                               | Annemarie Jacir                       | Inte nominerad         |
| Panama                  | Beyond Brotherhood              | Más que hermanos                                      | Spanska                                | Arianne Benedetti                     | Inte nominerad         |
| Paraguay                | Los Buscadores                  | Los Buscadores                                        | Spanska, Guaraní                       | Juan Carlos Maneglia & Tana Schembori | Inte nominerad         |
| Peru                    | Rosa Chumbe                     | Rosa Chumbe                                           | Spanska                                | Jonatan Relayze                       | Inte nominerad         |
| Polen                   | Villebråd                       | Pokot                                                 | Polska                                 | Agnieszka Holland                     | Inte nominerad         |
| Portugal                | Saint George                    | São Jorge                                             | Portugisiska                           | Marco Martins                         | Inte nominerad         |
| Rumänien                | The Fixer                       | Fixeur                                                | Rumänska                               | Adrian Sitaru                         | Inte nominerad         |
| Ryssland                | Saknaden                        | Нелюбовь (Neljubov)                                   | Ryska                                  | Andrej Zvjagintsev                    | Nominerad              |
| Schweiz                 | The Divine Order                | Die göttliche Ordnung                                 | Tyska                                  | Petra Biondina Volpe                  | Inte nominerad         |
| Senegal                 | Félicité                        | Félicité                                              | Lingala, Franska                       | Alain Gomis                           | Nådde sista gallringen |
| Serbien                 | Requiem for Mrs. J              | Реквијем за госпођу Ј. (Rekvijem za gospodju J.)      | Serbiska                               | Bojan Vuletic                         | Inte nominerad         |
| Singapore               | Pop Aye                         | Pop Aye                                               | Thai                                   | Kirsten Tan                           | Inte nominerad         |
| Slovakien               | The Line                        | Čiara                                                 | Slovakiska                             | Peter Bebjak                          | Inte nominerad         |
| Slovenien               | The Miner                       | Rudar                                                 | Slovenska                              | Hanna Antonina Wojcik Slak            | Inte nominerad         |
| Spanien                 | Summer 1993                     | Estiu 1993                                            | Katalanska                             | Carla Simón                           | Inte nominerad         |
| Storbritannien          | My Pure Land                    | میرا پاک لینڈ                                         | Urdu                                   | Sarmad Masud                          | Inte nominerad         |
| Sverige                 | The Square                      | The Square                                            | Svenska                                | Ruben Östlund                         | Nominerad              |
| Sydafrika               | The Wound                       | Inxeba                                                | Xhosa                                  | John Trengove                         | Nådde sista gallringen |
| Sydkorea                | A Taxi Driver                   | 택시운전사 (Taeksi Woonjunsa)                         | Koreanska, Engelska                    | Jang Hun                              | Inte nominerad         |
| Syrien                  | Little Gandhi                   | Little Gandhi                                         | Arabiska, Engelska                     | Sam Kadi                              | Inte nominerad         |
| Taiwan                  | Small Talk                      | 日常對話 (Ri Chang Dui Hua)                           | Taiwanesiska                           | Huang Hui-Chen                        | Inte nominerad         |
| Thailand                | By the Time It Gets Dark        | ดาวคะนอง (Dao Khanong)                                | Thai                                   | Anocha Suwichakornpong                | Inte nominerad         |
| Tjeckien                | Ice Mother                      | Bába z ledu                                           | Tjeckiska                              | Bohdan Sláma                          | Inte nominerad         |
| Tunisien                | The Last of Us                  | اخر واحد فينا (Akher Wahed Fina)                      | Ingen dialog                           | Ala Eddine Slim                       | Inte nominerad         |
| Turkiet                 | Ayla: The Daughter of War       | Ayla                                                  | Turkiska, Koreanska, Engelska          | Can Ulkay                             | Inte nominerad         |
| Tyskland                | Utan nåd                        | Aus dem Nichts                                        | Tyska                                  | Fatih Akin                            | Nådde sista gallringen |
| Ukraina                 | Black Level                     | Рівень чорного                                        | Ingen dialog                           | Valentyn Vasyanovych                  | Inte nominerad         |
| Ungern                  | Om själ och kropp               | Testről és lélekről                                   | Ungerska                               | Ildikó Enyedi                         | Nominerad              |
| Uruguay                 | Another Story of the World      | Otra historia del mundo                               | Spanska                                | Guillermo Casanova                    | Inte nominerad         |
| Venezuela               | El Inca                         | El Inca                                               | Spanska                                | Ignacio Castillo Cottin               | Inte nominerad         |
| Vietnam                 | Father and Son                  | Cha cõng con                                          | Vietnamesiska                          | Lương Đình Dũng                       | Inte nominerad         |
| Österrike               | Happy End                       | Happy End                                             | Franska, Engelska                      | Michael Haneke                        | Inte nominerad         |